# Rio Crespo
Rio Crespo is een gemeente in de Braziliaanse deelstaat Rondônia. De gemeente telt 3.290 inwoners (schatting 2009).
De gemeente grenst aan Cujubim, Machadinho d'Oeste, Alto Paraíso en Ariquemes.